# NGC 2377
NGC 2377 је спирална галаксија у сазвежђу Једнорог која се налази на NGC листи објеката дубоког неба.
Деклинација објекта је - 9° 39' 38" а ректасцензија 7h 24m 56,7s. Привидна величина (магнитуда) објекта NGC 2377 износи 12,8 а фотографска магнитуда 13,5. Налази се на удаљености од 31,8000 милиона парсека од Сунца. NGC 2377 је још познат и под ознакама UGCA 132, 3C 178, IRAS 07225-0933, CGMW 1-839, PGC 20948.